# Abdul Rashid Qambrani
Abdul Rashid Qambrani (ur. 12 lipca 1975) – pakistański bokser, olimpijczyk.

## Kariera amatorska
Qambrani w 1993 r. był mistrzem Azji Południowej w boksie (kategoria 48 kg). W 1995 r. był wicemistrzem tej imprezy. W kategorii papierowej w finale pokonał go Debendra Thapa.
W 1996 r. reprezentował swój kraj w kategorii do 48 kg na igrzyskach olimpijskich. Qambrani poległ już w 1/16 finału, przegrywając z brązowym medalistą tej imprezy Ołehiem Kyriuchinem.